# هانس بيتر نيوهاوس
هانس بيتر نيوهاوس (بالألمانية: Hans-Peter Neuhaus)‏ (18 يونيو 1945 في ألمانيا - ) هو لاعب كرة يد ألماني في مركز ظهير ‏. شارك في الألعاب الأولمبية الصيفية 1972.

## وصلات خارجية
- هانس بيتر نيوهاوس على موقع أوليمبيديا (الإنجليزية)